# 雷维尔
雷维尔（法語：Réville，法語發音：[ʁevil]）是法国芒什省的一个市镇，位于该省东北部，大西洋海滨，属于瑟堡区。

## 地理
雷维尔（49°37'8"N, 1°15'29"W）面积10.55 平方千米，位于法国诺曼底大区芒什省，该省份为法国西北部沿海省份，西、北、东北三面环大西洋，东起顺时针与卡爾瓦多斯省、奧恩省、马耶讷省和伊勒-维莱讷省接壤。
与雷维尔接壤的市镇（或旧市镇、城区）包括：蒙法维尔、安娜维尔昂赛尔、拉佩尔内勒、圣瓦拉乌格。

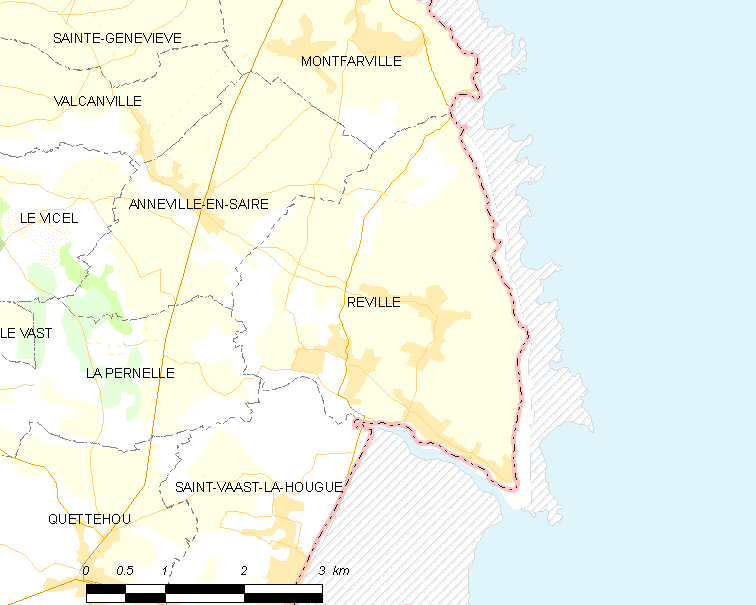
雷维尔的OSM定位图

雷维尔的时区为UTC+01:00、UTC+02:00（夏令时）。

## 行政
雷维尔的邮政编码为50760，INSEE市镇编码为50433。

## 政治
雷维尔所属的省级选区为赛尔河谷县。

## 人口

1962-2008年间雷维尔人口变化图示

雷维尔于2022年1月1日时的人口数量为1038人。